# Road Fighter
Road Fighter (Japans: ロードファイター, Romaji: Rōdo Faitā) is een computerspel dat werd ontwikkeld en uitgegeven door Konami. Het spel kwam in 1984 uit als arcadespel. Een jaar later werd het geporteerd voor de platforms MSX en NES. Op de Virtual Console kwam het spel uit voor de Wii (2009) en de Wii U (2014). Het spel bevat zes levels. De speler kijkt van boven op de rijbaan en moet bij elk level voordat de brandstof op is het checkpoint halen. Onderweg komt de speler tegenliggers, obstakels en olievlekken tegen die moeten worden ontweken. Het speelveld wordt met bovenaanzicht getoond in de derde persoon.

## Platforms
| Jaar | Platform              |
| ---- | --------------------- |
| 1984 | Arcade                |
| 1985 | MSX, NES              |
| 2009 | Wii Virtual Console   |
| 2014 | Wii U Virtual Console |

- Het spel kwam beschikbaar voor de Sega Saturn via Konami Antiques: MSX Collection Vol. 1 dat in 1998 uitkwam.
- Op 24 maart 2010 kwam het spel beschikbaar beschikbaar in Microsoft's Game Room voor de Xbox 360 en Windows PC.